# Sugiura heternema
Sugiura heternema is een hydroïdpoliep uit de familie Sugiuridae. De poliep komt uit het geslacht Sugiura. Sugiura heternema werd in 2004 voor het eerst wetenschappelijk beschreven door Xu & Huang. 